# SIG SAUER P226に関連する作品の一覧

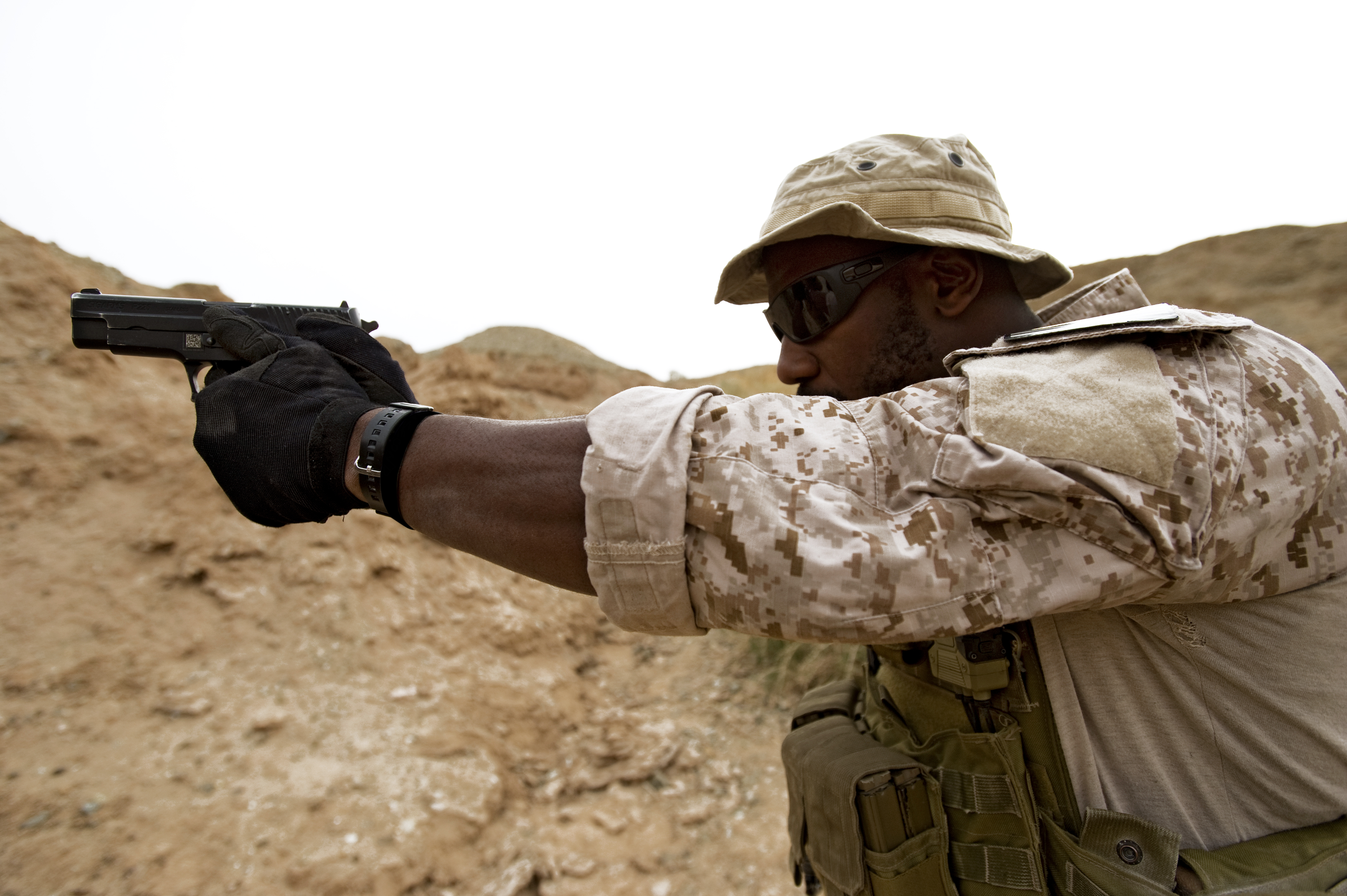
P226を構えるNavy SEALs隊員

SIG SAUER P226に関連する作品の一覧（SIG SAUER P226にかんれんするさくひんのいちらん）は、シグ・ザウエル&ゾーン社が開発した自動拳銃、SIG SAUER P226および、そのバリエーションモデルに関連する作品の一覧である。

## 映画・テレビドラマ
『007シリーズ』
『007 慰めの報酬』
主人公のジェームズ・ボンドがP226のレイルドフレーム仕様を装備。
『007 スペクター』
中盤の北アフリカを走る列車内の一室で、ジェームズ・ボンドがヒロインのマドレーヌ・スワンにいざという時の護身用としてP226を渡し、「銃は嫌いなの」と言う彼女に対して使用法を教えるが、彼女は本銃からマガジンを抜き取り、スライドを操作して薬室に入っていた弾も排出し、さらには引き金を引いて弾が出ないのを確認して武器としては使えない状態にしてしまった。しかし、この行動を含めた彼女の言動がボンドに大きな影響をおよぼし、終盤での重大な決断へとつながる。
『24 -TWENTY FOUR-』
ジャック・バウアーがP228とP229のスライドシルバーモデルを使用（サプレッサー装着時あり）。
『CSI:科学捜査班』
ジム・ブラス（ラスベガス市警殺人課警部）がP228をシリーズ通して使用。
シーズン6第6話「銃弾のカオス」前編では、ストーリー開始直後の銃撃戦で32発発砲している。
第12シーズン「脳の落とし物」に登場。
『CSI:マイアミ』
ホレイショ・ケイン警部補（CSIチーフ）がP229をシーズン3より使用。
フランク・トリップ（マイアミデイド郡警察警部補）がP228を使用。
エリック・デルコ（マイアミデイド郡警察CSI捜査官）がP226をシーズン5途中より使用。
『HAWAII FIVE-0』
スティーヴ・マクギャレット海軍少佐（アレックス・オロックリン）が第1シーズン当初にP226、後にP226E2、第2シーズン以降はP226 Navyにシュアファイア X300を装着した物を使用。チン・ホー・ケリー警部補（ダニエル・デイ・キム）が第2シーズンからP229R（第3シーズンからは突入時にタクティカルライトを装着している）を使用。
『NCIS 〜ネイビー犯罪捜査班』
リロイ・ジェスロ・ギブス、ティモシー・ファラガット・マクギー、アンソニー・“トニー”・ディノッゾ、ケイトリン・“ケイト”・トッド、ジヴァ・ダヴィードら、レギュラーメンバーの捜査官がP228を使用している。また、ジェニー・シェパードやレオン・ヴァンスなど、NCIS局長レベルの幹部も使用している。
『NCIS:LA 〜極秘潜入捜査班』
G・カレン、サム・ハンナ、ケンジー・ブライ、マーティ・ディークスら、レギュラーメンバーの捜査官がP228を使用。
『NCIS: ニューオーリンズ』
ドウェイン・“キング”・プライド、クリストファー・“クリス”・ラサール、メレディス・“メリー”・ブロディら、レギュラーメンバーの捜査官がP228を使用。
『RED/レッド』
シークレットサービスがP228を使用。
『REDリターンズ』
FBIエージェントとサラ・ロスがP226を使用する。
『RONIN』
ロバート・デ・ニーロがP228を使用。
『SHERLOCK』
ジョン・ワトスンが使用。彼が軍人時代から使用していた物とされているが、作中ではブローニングハイパワーと呼ばれている。原作では機種不明の拳銃を使用している。なお現実のイギリスでは民間人が拳銃を所持することは法律で禁止されているが、これは原作を再現した結果だと思われる。
『亜人』
主人公の永井やSATの隊員、黒服のメンバーなど対亜人勢力が使用する拳銃として登場。対する佐藤ら亜人テロリストグループは主にM1911を使用するが、佐藤がSAT隊員や黒服のメンバーから奪った本銃を使用するほか、田中も佐藤が制圧した黒服のメンバーらから回収したと思われる本銃を使用する。
『アビス』
SEALs隊員のコフィ（マイケル・ビーン）が使用。
『イーグル・アイ』
モーガンFBI特別捜査官と、ペレス空軍特別捜査官がP229Rを使用。終盤では、真相を知ったモーガン捜査官が、主人公ジェリー・ショーに自分のP229Rを渡す。
『イコライザー2』
自宅潜入に際、マッコールの元同僚コバックがサプレッサー付きでP226Rを使用。
『ウルトラマンネクサス』
Episode32にて溝呂木眞也が、TLTの一般隊員からP229を奪って携帯するが、基本的には脅しや警告で向けるのみで発砲シーンは無い。
『エアフォース・ワン』
ロシア人テロリストが機内からP226を強奪して使用。また、警護官ギブスが死亡したテロリストから奪って使用。
『エネミーオブアメリカ』
NSA行政官トーマス・ブライアン・レイノルズと元海兵隊員ビンガムとクルーグがP226を使用。
『エンド・オブ・ホワイトハウス』
主人公マイク・バニングらシークレットサービス捜査官がP229E2を使用。また、テロリストのリーダー、カン・ユンサク等、一部のテロリストもシークレットサービスから強奪して使用。ホワイトハウス北庭の銃撃戦で撃たれた海兵隊歩哨がP226を握った状態で倒れている。マイクは北庭の銃撃戦で弾を全弾使いきった為、ホワイトハウス潜入後はテロリストから強奪したグロック17をメインに使用。
『エンド・オブ・キングダム』
前作から引き続き、主人公マイク・バニングらシークレットサービス捜査官とMI6のマーシャルがP229Rを使用。MI6の隠れ家にてアッシャー大統領がマイクから渡されたP229Rを使用。セント・ポール大聖堂の銃撃戦でシークレットサービスのブランソンが、MI6の隠れ家でプラダンがP226を使用している。今回マイクは全編に渡って本銃を使用する。
『エンド・オブ・ステイツ』
主人公マイク・バニングがP226Rを使用。襲撃して来るテロリストや自爆型ドローンに対して発砲する。また、バニング以外のシークレットサービスはP228を使用している。
『オール・ユー・ニード・イズ・キル』
リタ・ヴラタスキ軍曹のほか、ファレウ曹長がP226Rを使用。
『カオス』
クェインティン・コナーズ刑事（ジェイソン・ステイサム）がP228を使用。
『キャッシュトラック』
現金輸送車襲撃犯がP226を使用。警備会社内部襲撃時に銃撃犯の一味がP228を使用。
『コードネームミラージュ』
架空の警察組織K13の標準装備として登場し、エージェントのミラージュがサプレッサーを装着したものを作品全般を通じて使用する。作中において弾切れを起こした本銃をトンファーのように構えてナイフ持ちの相手と接近戦を繰り広げるシーンが存在する。
『コン・エアー』
サイラス・グリサム率いる凶悪犯たちが、連邦保安官から奪ったP226を使用。
『サードウォッチ』
モーリス・ボスコレッリ巡査（ボスコ）が使用。
『ザ・シークレット・サービス』
フランク・ホリガン（クリント・イーストウッド）のほか、シークレットサービス捜査官がP228を使用。
『サイレントヒル』
女性警察官のシビル・ベネット（ローリー・ホールデン）がP226のスライドシルバーモデルを使用。
『シューテム・アップ』
スミス（クライヴ・オーウェン）がP226を使用。
『スリー・リバーズ』
トム・ハーディがP226を使用。
『戦火の勇気』
モンフリーズがサーリングを脅して車から降ろす場面で使用。
『ソルト』
CIA捜査官がP229を使用。
『ゾンビランド』
遊園地での戦闘でタラハシーがニッケルメッキモデルを同じくニッケルメッキが施されたM1911との二丁持ちで使用する。
『ダイ・ハード4.0』
テロリストの1人がP226Rを使用する。
『ダイ・ハード/ラスト・デイ』
CIAのコリンズがセーフハウスから脱出する際にP229にサプレッサーを装着して準備するも、直後にテロリストの襲撃に会い、コリンズが死亡したため未発砲に終わる。また、チェルノブイリ原子力発電所でユーリがアリクの不意を衝いて射殺する際にP229を使用。
『ターミネーター:新起動/ジェニシス』
サンフランシスコ市警の警官が使用。カイル・リースとサラ・コナーも警察から奪った物を使用する。
『デスノート』
FBI捜査官の南空ナオミ(瀬戸朝香)がP226を使用。本銃を持ったナオミが主人公の夜神月(藤原竜也)の恋人・秋野詩織(香椎由宇)を人質に取り美術館に立て籠もり詩織を介して月を呼びつけるが、デスノートの弱点を逆に利用した月によって一連の行為をノートに書かれる形で操られたナオミが詩織を本銃で射殺した後、ナオミ自身も本銃で拳銃自殺を図った。
『デスノート Light up the NEW world』
主人公の三島創(東出昌大)や松田桃太(青山草太)を初めとする、デスノート対策本部の捜査員がP226を使用。 また、三島は終盤では、竜崎(池松壮亮)から渡された松田の銃を使用する。なお、作中で実際に発砲したのは回想内の三島と、紫苑優輝(菅田将暉)の罠に嵌まった松田が自殺する場面のみで、他の捜査員は構えるのみか、寸前で殺害されるなどし発砲はしていない。
『天使と悪魔』
スイス衛兵隊とバチカン警察がP226を使用。また中盤で主人公のロバート・ラングドン教授(トム・ハンクス)が地下の書簡庫に閉じ込められ酸素供給機が止まってしまった際には脱出の為に一緒に閉じ込められた衛兵隊員シャルトランのP226を借用し強化ガラスにひびを入れる
『東京DOGS』
工藤マルオ（水嶋ヒロ）がP226を使用。
『トランスフォーマー・リベンジ』
対ディセプティコン特殊部隊NESTの隊員がP226を所持。
『トレーニング デイ』
『ドロップ・ゾーン』
タイ・モンクリーフ率いる犯罪集団が使用。なお、そのうちの1人はレーザーサイトを装着して使用。
『ネイビーシールズ』
　チーフがテロリストと銃撃戦の時にM4の弾切れでP226に切り替えて戦うも指がちぎれても撃ち続ける
『ネイビーシールズ: チーム6』
DEVGRUが、「海神の槍作戦」の訓練時に使用。
『ハートブルー』
ジョニー・ユタ刑事（キアヌ・リーブス）がP226を使用。
『バイオハザードV リトリビューション』
主人公、アリス・アバーナシーが二丁拳銃で使用する。
『バッドボーイズ』
マイク・ラーリー（ウィル・スミス）がP226のシルバーモデルを使用。
『バッドボーイズ 2バッド』
マーカス・バーネットがP226のスライドシルバーモデルを使用。
『バトルシップ』
アーレイ・バーク級ミサイル駆逐艦「ジョン・ポール・ジョーンズ」に乗り込んできたエイリアンとの戦闘時に、レイクスがエイリアンによって弾き飛ばれたM4A1の代わりに使用する。
『パリより愛をこめて』
主人公のCIA捜査官のチャーリー・ワックスの愛銃がP226 X-Five。ワックス本人は本銃に「ミー&ミセス・ジョーンズ」と名前を付けたり、「カミさん」と言うほど愛着心を持っており、前半のパリへの空路移動時にも空港の職員に本銃そのものを取り上げられないよう、ドリンク缶の中にパーツ毎に分解して入れた状態で持ち込むほどであった。それでも缶は手荷物として持ち込み禁止とする空港の職員との間で一悶着が起こるが、ワックスと組むよう上から命を受けた見習いエージェントのジェームズ・リースがこれを第三者が中を見ることのできない「外交文書」扱いにすることでその場を収めた。その後、ワックスはリースの運転する車の車中で本銃を組み立て、パリでの任務に用いた。また、リースもワックスから本銃を手渡される場面があるが、こちらは発砲には至らず。
『フェイス/オフ』
ショーン・アーチャーがP226のスライドシルバーモデルを使用。
『フライト・ゲーム』
本作の主人公、ビル・マークス航空保安官がP226 Elite Stainlessを、ビルの同僚の航空保安官、ジャック・ハモンドがP229 Elite E2を携帯している。本作品は航空機の乗客に紛れたテロリストと航空保安官であるビルが頭脳戦を繰り広げていく映画であるが、なかなかテロリストの正体が分からないために、ただ1人でテロリストを探すビルが逆にテロリストだと思われてしまい、その関係で劇中で2丁の銃は色々な人物の手に握られてしまっているため、誰か1人が長時間手にしているシーンは少ない。
ハモンドが機内にコカインを持ち込み、それを違法に売買しようとしていたことに気付いたビルが、抵抗してきたハモンドを機内のトイレ内で殺害した際に、ハモンドのP229を拝借しており、それを携帯していた。
ビルが、自分が拘束していたボーウェンが真のテロリストだと分かった時にボーウェンがライリーからP229を奪い彼に向かってトリガーを引くが、万が一の事態に備えてあらかじめマガジンを抜いた状態でビルはライリーに渡していたため事なきを得るが、直後マガジンを入手しようとしたライリーはボーウェンの仲間であったザックにP229を奪われた挙句、ザックが隠していたマガジンを装填した後に右肩を打たれてライリーは負傷し、ビルもボーウェンに不意打ちで攻撃された挙句P226を奪われ、丸腰の状態となってしまう。しかし、この2人が持ち込んだ爆弾の解除を巡って2人が対立したため、ボーウェンがザックを撃ち、その直後爆弾の対処法に従い機体が急降下を始めた衝撃で立っていたボーウェンが発砲し機体の窓に穴をあけ、それによって機体が損傷し機内と外との気圧差によって暴風が吹き乱れる中で、ビルを殺そうとボーウェンがP226を2発発砲したが命中せず、この時抵抗してきた客室乗務員ナンシーを本銃で殴り倒し、直後空中に舞いあがったP229をビルがすかさずキャッチし、ボーウェンが自分に銃の照準を定めるよりも一足早く発砲し、ヘッドショット1発でボーウェンを射殺する。本作品内で唯一のビルの発砲シーンであるこの場面では銃がP229 Elite E2ではなく、P229Rにすり替わっている。
『ブラック&ホワイト』
ウー・インション（マーク・チャオ）とチェン・ザイティエン（ヴィック・チョウ）がスライドシルバーモデルを使用。
『フラッド』
ジムとトムがシルバーモデルを使用。
『フリージア』
叶ヒロシ（玉山鉄二）がP226を使用。
『プレデター2』
ジェリー・ランバートがP226 シルバーモデルのレーザーサイト付きを使用。
『ブロークン・アロー』
ヘイル大尉がP226を、公園監視員テリーがP228を使用。
『マーシャル・ロー』
デンゼル・ワシントンがP226を使用。
『ミッション:インポッシブル/ゴースト・プロトコル』
イーサン・ハント率いるメンバーがP226を使用。
『山猫は眠らない』
トーマス・ベケット（トム・ベレンジャー）がP226を使用。
『ランナウェイ』
カーマインとフランクリンがハーフシルバータイプを使用。フランクリンはラストで死んだカーマインから失敬する。
『ロボコップ』
主人公、アレックス・マーフィー巡査をはじめとするデトロイト市警察の署員がP226を使用。
『ワイルド・スピードシリーズ』
『ワイルド・スピードX2』
ローマン・ピアースがP226のシルバーモデル、チンピラ2人組のうちのスキンヘッドのほうがP226のハーフシルバーモデルを使用。
『ワイルド・スピード EURO MISSION』
P226Rが登場する。

## アニメ・漫画
『Angel Beats!』
第6話にて一般生徒（NPC）がP226Rを、第8話で大山がレイル無しモデルを使用。
『イノセント・ヴィーナス』
葛城 丈がP226を使用。
『がっこうぐらし!』
『ガングレイヴ』
ブランドン・ヒートがP226を使用。
『ゲート 自衛隊 彼の地にて、斯く戦えり』
漫画版で特殊作戦群の隊員がタクティカルライト付きの物を所持。(ただし、原型が同じシグ社製の9mm拳銃の可能性もある)
『ジーザス』
ジーザスがコンバットパイソンの代わりにP226（P220の可能性もある）を使用。続編の『JESUS 砂塵航路』では鐙沢村において、敵から奪ったP226を使用する。
『ジオブリーダーズ』
ハウンドがP220とP228を、入江省三がP220とP226を使用。
『週刊ストーリーランド』
「狙われたテレビ局」に登場。テロリストのリーダーを使用。
『スプリガン』
御神苗優がP226を使用。
『ドラえもん のび太のねじ巻き都市冒険記』
熊虎鬼五郎がP228を使用。
『二丁目路地裏探偵奇譚』
ガーネットが使用。
『バイオハザード: ヴェンデッタ』
本銃のカスタム仕様がセンチネルナインの名称で登場。レオン・S・ケネディが使用。
『疾走れ、撃て!』
漫画に登場。
『破道の門』
九条英治がP226を使用。
『ハヤテのごとく!』
日比野文が単行本のおまけのページでP226を使用。
『緋弾のアリア』
エル・ワトソンがP226を使用。
『ブラック・ブレット』
薙沢彰麿がP226 X-FIVEを使用。
『僕の学校の暗殺部』
主人公の深作零士がP226を使用。
『名探偵コナン 漆黒の追跡者』
アイリッシュがP226を使用。
『名探偵コナン 業火の向日葵』
ニューヨーク市警のチャーリー警部がP226を使用。舞台が冒頭のニューヨークから日本に移り彼も来日した当初は所持してなかったが後にマークと名乗る人物に用意させた物を携帯する。
『ヨルムンガンド』
ヨナ、チェキータ、エドガー、アラン、ポーが所持。エドガー、アラン、ポーのものにはサプレッサーが付いている。
カットスロート隊員が市街戦で使用。
ココが9mm弾薬に統一するため2022を採用する。また射撃訓練にてココが実際に発砲しているシーンがある。
『ワイルダネス』
グレアム・レヴェルがP229を使用。
『ルパン三世 グッバイ・パートナー』
次元大介が（表向きは）「コンバット・マグナムをメンテナンスに出している」としてP229を所持。
『SAKAMOTO DAYS』
宇田が所持。しかし、篁に破壊される。

## 小説
『ザ・カルテル』
主人公アート・ケラーが愛用している。
『ピノキオ急襲』
物語終盤、灰原が赤城を射殺する際に使用する。
『ブラック・ブレット』
薙沢彰磨が使用、劇中での描写はないが恐らくアニメ版と同モデルと思われる。
『藁の楯』
主人公の銘苅警部補と後輩の白岩巡査部長、SP2人がP228を使用。

## ゲーム
『Alliance of Valiant Arms』
『Left 4 Dead 2』
フラッシュライトを装着したシルバーモデルが初期装備として登場。弾薬は無限。道中に落ちているピストル「グロック17」を拾うと二丁拳銃にすることが可能。近接武器を装備している時にダウンした場合はピストルに強制的に切り替わる。
『あえかなる世界の終わりに』
主人公、木ノ崎なつめがP226 ブラックを使用。
『カウンターストライク』
両陣営ともに購入可能。P228の.357SIGモデルとされている。
『クロスファイア』
P228が登場する。
『コール オブ デューティ ゴースト』
主に連邦軍が所持しているが、プレイヤーも所持する。
『バイオハザードシリーズ』
『バイオハザード5』
『バイオハザード RE:4』
「Extra DLC Pack」購入者限定のP226 E2をモデルにしたオリジナルハンドガン「SENTINEL NINE」として登場。本銃は元々『バイオハザード6』(2012年発売)に登場する予定だったが実現せず、発売から約10年目となる今作で初めてプレイヤーが使用できる武器として実装された。なお、本銃はゲーム内設定で2013年にDSOにより製作された物となっているが、今作の時代設定は2004年であるため、本来であれば存在はしない。
『バトルフィールドシリーズ』
『BF4』
初期装備のピストルとして登場。装弾数16発。
『BFH』
『パラサイト・イヴ』
主人公のアヤ・ブレアが装備可能な拳銃として、P226・P228・P229が登場。
『パラサイト・イヴ2』
カイル・マディガンがサプレッサーとフラッシュライト付きのP229を使用。アヤ・ブレアも本編内のイベントで同様の本銃を入手できる。本作ではアサルトライフルといった他種の銃器を含め、本銃が唯一のサプレッサー付きの銃器である。
『マーセナリーズ2 ワールド イン フレームス』
「ピストル」の名称でP226が登場する。主人公の体力が尽きた際に所持しているほか、連合軍、ベネズエラ軍（ソラーノ軍）、ユニバーサル石油の傭兵部隊、P.L.A.V、海賊がサイドアームとして使用する。また、サプレッサーを装着したモデルが「特殊部隊用ピストル」の名称で登場する。
『メダル・オブ・オナーシリーズ』
『メダル・オブ・オナー (2010年のゲーム)』
『メダル・オブ・オナー ウォーファイター』
P226が登場。
『レインボーシックス3 ブラックアロー』
P228が登場。
『レインボーシックス シージ』
SAS部隊の拳銃として登場。登場する4人の全SAS部隊キャラクターで使用できるほか新兵を選択した際にロードアウト選択からP226を選ぶことで使用することが出来る。また、派生型のP229をSATオペレーター、またはFESオペレーターとして使用可能。
『Escape from Tarkov』
トレードやSCAVの装備品、フィールドでの戦利品としてP226Rを入手可能。カスタマイズによりTBやelite等の再現も可能。
『Yasuke Simulator』
戦国時代と現代が入り混じった世界観の中でプレーヤー弥助を操作して敵と戦う。武器アイテムにP226が現れるほか、機関銃や自動車もアイテムとして登場する。

## オリジナルビデオ
『仮面ライダーアマゾンズ』
ノザマペストンサービスの駆除班で使用される銃器の一つとして登場。劇中のものはアンダーマウントレールを備えており、リーダーである志藤真を始めとして多くのメンバーが携行していた。劇中では志藤と前原淳、大滝竜介が主武装として使用。